# Rathaus Berne
Das Rathaus Berne in Berne, Am Breithof 6, stammt aus dem frühen 20. Jahrhundert und gehört mit zwei Gebäuden zur Gebäudegruppe Am Breithof. Aktuell (2023) werden die Gebäude als Rathaus und als Bürogebäude genutzt.
Die Gebäude stehen unter Denkmalschutz (siehe auch Liste der Baudenkmale in Berne).

## Geschichte
Die Gemeinde Berne im Landkreis Wesermarsch in Niedersachsen mit circa 7000 Einwohnern besteht heute (2023) aus 43 Ortsteilen. Sitz der Verwaltung ist der Kernort Berne.
Die beiden Gebäude des Rathauses stehen am Platz Am Breithof und bestehen aus
- Nr. 6, ehem. Schule: Zweigeschossiges giebelständiges fünfachsiges verputztes Gebäude von 1904 (Inschrift), ehemalige Schule und heutiges Rathaus Berne, mit Satteldach, geschossteilendem Gesims, Fensterrahmungen, im Obergeschoss und Giebel z. T. Ädikulä auf Konsolen sowie Brüstungsfelder; Neubau für die höhere Bürgerschule an der Stelle des vormaligen Amtshauses,[1] Bereits seit 1555 ist eine Pfarrschule in Berne belegt, ab 1610 als Katechetenschule. 1866 erfolgte die Umwandlung zur Höheren Bürgerschule, die 1904 diesen Neubau erhielt. Nach 1945 war hier die Volksschule und ab um 1980 bis Oktober 2003 die Grundschule. Danach nutzten verschiedene Einrichtungen Räume des Hauses, bis es 2010/12 saniert und umgebaut wurde und ab 2010 bis 2012/13 die Verwaltung der Gemeinde in das Gebäude einzog. 2012 wurde der separate Schulcontainer abgerissen.
- Nr. 8, ehem. Hotel: Zweigeschossiges verputztes Gebäude aus der zweiten Hälfte des 19. Jahrhunderts als Eckhaus zur Langen Straße, früher Hotel Denker, heute teilweise vom Rathaus genutzt, mit Kellersockel, Walmdach, zum Platz acht Achsen mit Eingang und kleiner Freitreppe, Fassade zur Langen Straße mit fünf Achsen, rechteckige Fenster im EG und segmentbogig im OG, Brüstungsgesims im OG, Traufgesims auf Konsolfries, Quaderung im rechten EG, rückwärtiger zweigeschossiger, niedriger und langgestreckter Anbau (Ratssaal mit Eingang Bahnhofsstraße) mit Krüppelwalmdach und Rundbogenfenstern im OG,[2] Zuvor stand hier ein Gutshaus, dann am Ende des 18. Jahrhunderts ein Gasthof, später das Hotel Denker mit Eingang zur Bahnhofsstraße. Nach dem Zweiten Weltkrieg wurde im Hotelsaal im Obergeschoss ein Kino mit 342 Plätzen eingerichtet und der Eingang zum Breithof verlegt. 1953 kaufte die Gemeinde das Haus, baute es für ihre Verwaltungszwecke um und Nutze die Büroräume bis 2013. Der Ratssaal wird weiterhin auch von der Gemeinde genutzt.

Das alte Rathausgebäude Am Breithof 8 mit 930 m² Geschossfläche wurde im Erbbaurecht verkauft und dient für Büronutzungen.
Das Landesdenkmalamt befand: „… hat als Teil der Gruppe ‚Berner Kirchplatz‘ eine geschichtliche Bedeutung … .“
Die Rathausverwaltung gliedert sich aktuell (2023) in die Bereiche Bürgermeister, Finanzen und Verwaltung, Bau- und Bürgerdienste und Zentrale Dienste.